# Fatmagül'ün Suçu Ne?
Fatmagül'ün Suçu Ne? (no Brasil, Fatmagul: A Força do Amor ou simplesmente Fatmagul) é uma telenovela turca produzida pela Ay Yapım e exibida pelo Kanal D, entre 16 de setembro de 2010 a 21 de junho de 2012. É uma adaptação da novela homônima de Vedat Türkali, dirigida por Hilal Saral e adaptada por Ece Yörenç e Melek Gençoğlu. Foi protagonizada por Beren Saat e Engin Akyürek.

## Sinopse
Fatmagül, uma bela e humilde jovem de Esmirna, cidade no sudoeste da Turquia, que trabalha na fazenda do seu irmão Rahmi e está prometida a Mustafá, um jovem pescador com quem sonha em se casar.
A cidade está agitada devido ao casamento de Selim, filho do influente empresário Resat, com Meltem, uma socialite. Na festa de noivado do casal, Fatmagül conhece Kerim Ilgaz, que se apaixona por ela à primeira vista.
Selim aproveita a ocasião para reencontrar Kerim, Vural e seu primo Erdogan para comemorar. Bêbados, os quatro amigos encontram Fatmagül no meio da estrada e a violentam. Kerim não participa do abuso, mas não faz nada para evitar.
Mukkades, cunhada de Fatmagül  , acha o anel de Selim no local onde encontraram Fatmagül e vende seu silêncio aos pais de Selim, que se preocupam com a repercussão do caso e tentam esconder o fato de qualquer maneira.
Os quatro amigos se desesperam, mas Kerim está convencido de que não feriu Fatmagül. Vural consegue convencer Kerim de que ele participou do ato. Após essa noite, os personagens se envolvem em uma história repleta de paixão e vingança, onde apenas a força do amor será capaz de trazer a felicidade de volta à vida de Fatmagül.

## Elenco
| Ator                | Personagem              | Dubladores         |
| ------------------- | ----------------------- | ------------------ |
| Beren Saat          | Fatmagül Ketenci Ilgaz  | Priscila Ferreira  |
| Engin Akyürek       | Kerim Ilgaz             | Gabriel Noya       |
| Sumru Yavrucuk      | Meryem Aksoy (Ebe Nine) | Cecília Lemes      |
| Musa Uzunlar        | Reşat Yaşaran           | Hélio Vaccari      |
| Civan Canova        | Kadir Pakalın           | Luiz Antônio Lobue |
| Serdar Gökhan       | Fahrettin Ilgaz         | Leonardo José      |
| Fırat Çelik         | Mustafa Nalçalı         | Renato Soares      |
| Murat Daltaban      | Münir Telci             | Ricardo Fábio      |
| Buğra Gülsoy        | Vural Namlı             | Douglas Guedes     |
| Kaan Taşaner        | Erdoğan Yaşaran         | Rodrigo Firmo      |
| Engin Öztürk        | Selim Yaşaran           | Thiago Longo       |
| Deniz Türkali       | Perihan Yaşaran         | Suzete Piloto      |
| Seda Güven          | Meltem Alagöz Yaşaran   | Tarsila Amorim     |
| Esra Dermancıoğlu   | Mukaddes Ketenci        | Raquel Marinho     |
| Bülent Seyran       | Rahmi Ketenci           | Sérgio Rufino      |
| Veda Yurtsever İpek | Ender Alagöz            | Teca Pinckovai     |
| Aziz Sarvan         | Turaner Alagöz          | Renan Gonçalves    |
| Mehmet Uslu         | Rıfat Yaşaran           | Armando Tiraboschi |
| Servet Pandur       | Leman Namlı             | Alessandra Araújo  |
| Zühtü Erkan         | Şemsi Namlı             | Mauro Ramos        |
| Sacide Taşaner      | Halide Nalçalı          | Nair Silva         |
| Toygun Ateş         | Emin Nalçalı            | Eudes Carvalho     |
| Deniz Baytaş        | Hilmiye Yaşaran         | Adna Cruz          |
| Alper Saylik        | Samin                   | Dado Monteiro      |
| Sevtap Özaltun      | Asude (Hacer Ovacık)    | Michelle Zampieri  |
| Alper Kut           | Ömer Akari              | Márcio Marconato   |
| Emre Yetim          | Emre                    | Felipe Zilse       |
| Gözde Kocaoğlu      | Deniz Ilgaz             | Gabriela Milani    |
| Nilay Kaya          | Gaye                    | Rosane Corrêa      |
| Ata Yılmaz Önal     | Murat Ketenci           | Mariana Zink       |

## Exibição internacional

### Brasil
Foi exibida em formato de telenovela pela Rede Bandeirantes de 31 de agosto de 2015 a 6 de abril de 2016, em 185 capítulos, às 20h20, substituindo Mil e Uma Noites e sendo substituída por Sila: Prisioneira do Amor.
Foi disponibilizada na plataforma de streaming Globoplay em 26 de julho de 2021, em 169 capítulos, usando apenas o nome da personagem título. Sendo retirada do catálogo em 31 de dezembro de 2024. 
Foi reexibida pelo Viva, usando o mesmo formato da Rede Bandeirantes, de 18 de dezembro de 2023 a 9 de agosto de 2024, ás 20h30, substituindo a telenovela mexicana Cair em Tentação e sendo substituída pela turca O Segredo de Feriha. Diferente da exibição na TV aberta em que recebeu o acréscimo do subtítulo A Força do Amor, esta exibição só manteve apenas o nome da personagem título

### Angola e Moçambique
Em Angola e Moçambique, foi exibida entre 31 de março a 8 de novembro de 2016 em 159 capítulos pela emissora Zap Novelas, substituindo a telenovela venezuelana Coração Esmeralda sendo substituída por Uma Questão de Honra.